# MOD
MOD — формат файлов, разработанный для создания, хранения и воспроизведения музыкальных композиций на ПК Amiga. Своё название получил от того, что стал первым форматом, хранящим свои фрагменты (например, семплы) в других файлах (принцип модульности). Файлы этого формата имеют, как правило, расширение .mod. Расхожее мнение о том, что на Amiga файлы имеют расширение mod. в начале имени, в корне неверно — в среде композиторов на Amiga существует такая традиция, но в AmigaOS расширения файлов не используются, поэтому на Amiga расширения (любого) может и не быть вовсе.

## Структура
Каждый файл формата MOD содержит в себе оцифрованные записи реального звучания инструментов, так называемые семплы. Композитор, пишущий в формате MOD, использует программу, называемую трекером, в которой указывает, какой именно инструмент, в какое время, какой нотой и какой из октав должен прозвучать. Последовательность нот записывается в список — т. н. трек, а несколько параллельно звучащих треков образуют блок, называемый паттерном. Создаваемые композитором паттерны получают номера, после чего композитор может в свободной форме указывать какой паттерн и когда должен прозвучать. Совокупность паттернов и образует модуль — файл в формате MOD.

## История
Первая версия модульного формата была разработана и реализована в 1987 году Карстеном Обарски на ПК Amiga для хранения файлов его трекера Ultimate Soundtracker. Сегодня этот формат, открывший в своё время новую эру в цифровом звучании и продемонстрировавший миру мультимедийные возможности Amiga (по сравнению с 1-битным звуком динамика ПК и только появившейся картой FM-синтеза AdLib в 1987 году) поддерживается сотнями программ на всех существующих платформах. Наиболее популярными трекерами являются: DigiBooster, OctaMED и легендарный ProTracker для AmigaOS, NoiseTracker для Mac OS X, MadTracker для Windows и MilkyTracker для FreeBSD и Linux (существует в версиях для всех перечисленных платформ).
Оригинальные файлы формата MOD соответствуют возможностям чипсета OCS, используемого в первых классических Amiga, и имеют ограничение в 15 инструментов. В более поздних модификациях формат позволяет использовать до 32-х одновременно звучащих каналов (на каждом канале воспроизводится свой трек) и до 31 инструмента. Карстен Обарски исходил из возможности чипа Paula в чипсете OCS воспроизводить музыку через ЦАП Amiga посредством выборки PCM-данных из памяти по DMA-каналу, не загружая при этом процессор. Поэтому семплы в оригинальных модульных файлах были 8-битными и хранились без компрессии.

## Возможности
Паттерн, с точки зрения пользователя, выглядит как колонка в интерфейсе, напоминающем о секвенсоре. Одна колонка трекера соответствует одному физическому каналу, в котором программа может проиграть или позволить отредактировать пронумерованные ноты (до 64-х). Нотам могут назначаться различные «украшения» (называемые орнаментами), например глиссандо, тремоло и другие. Композитор также может управлять громкостью и темпом воспроизводимого модуля через дополнительные команды, приписываемые к нотам. Когда длительность записанного семпла заканчивается, а длительность ноты — нет, семпл воспроизводится заново. Возможен «скачок» на другой паттерн с любой ноты или зацикливание текущего (петля). Максимальное количество каналов в оригинальных модулях не может быть больше 4, это также является особенностью Amiga.

## Темп
В оригинальном проигрывателе файлов формата MOD минимальная величина квантования времени — 0,02 секунды. Это связано с аппаратно поддержанным планировщиком задач классических Amiga, где планировщик жёстко синхронизирован с развёрткой отображаемого чипсетом телевизионного экрана (с частотой 50 Гц для PAL или 60 Гц для NTSC). Как правило, проблемы с темпом воспроизводимых модулей или «заикающимися» инструментами на других платформах связаны с невозможностью обеспечения столь малого времени квантования многозадачности или загруженностью процессора.

## Другие форматы
Встречаются файлы формата MOD, которые, тем не менее, не являются модулями.
- Видеофайлы, сохраняемые большинством камкордеров, таких как JVC Everio и Panasonic D-Snap SD-card.
- Файл модуля Fortran
- Связанный модуль ArchiCAD
- Модуль Neverwinter Nights
- Модуль GRUB
- Файл поддержки MS-DOS для Windows DLL
- Файл модели
- Файл Monarch
- Исходный код на Modula-2
- Файл модели CATIA V4
- Файл модели CADdy++ mechanical 2D/3D
- Файл модели Femap
- Модуль на PHP
- Файл модели ProModel[англ.] Optimization Software Suite
- Модуль ядра Microsoft Windows
- Файл модуля GLPK GNU MathProg[англ.]
- Файл модуля библиотеки KiCad